# Renato Vugrinec
Renato Vugrinec, född 9 juni 1975 i Videm pri Ptuju, SFR Jugoslavien, är en slovensk-nordmakedonsk tidigare handbollsspelare (högernia).